# Elcarmeniella striata
Elcarmeniella striata är en skalbaggsart som beskrevs av Franz 1955. Elcarmeniella striata ingår i släktet Elcarmeniella och familjen Rutelidae. Inga underarter finns listade i Catalogue of Life.